# Ephippiger provincialis
Ephippiger provincialis is een rechtvleugelig insect uit de familie van de sabelsprinkhanen (Tettigoniidae). De wetenschappelijke naam van deze soort is voor het eerst voorgesteld door Alexander Jersin in een publicatie uit 1854.

## Kenmerken
De lichaamslengte kan meer dan 40 millimeter bedragen, waardoor deze soort een van de grootste Europese sabelsprinkhanen is. De vrouwtjes zijn gemakkelijk te onderscheiden aan hun lange, sabelvormige en iets omhoog gekromde legboor, die ongeveer 30 millimeter lang is. Ephippiger provincialis is verwant aan de zadelsprinkhaan (Ephippiger diurnus), die ook in België en Nederland voorkomt. Deze laatste soort is echter groen van kleur, terwijl Ephippiger provincialis een meer bruine kleur heeft. De zadelsprinkhaan blijft met 20 tot 35 millimeter ook kleiner.

## Verspreiding
Ephippiger provincialis komt voor in de Provence in Zuid-Frankrijk.
Net als andere sabelsprinkhanen worden voornamelijk kleine insecten gegeten die tussen de planten worden gevangen. Het lokgeluid bestaat uit een knarsend getjirp.